# Johan Arnoldt
Johan Arnoldt (født 18. januar 1638 i Kurfyrstendømmet Sachsen, død 5. juni 1709 på Borgestad gård i daværende Gjerpen Sogn, nu Skien kommune, Norge) var en dansk officer, far til Hans Jacob Arnoldt. Slægtsnavnet findes også skrevet som Arnold.

## Karriere
Forældrene hed Hans Arnoldt, landsdommer i Lindenau i Sachsen, og Anna Leschely, i hvis hus han opdroges, til han havde fyldt sit 10. år, da han blev anbefalet til den svenske feltmarskal Carl Gustaf Wrangel, hvorpå han, da krigen mod Polen udbrød, blev ansat som fændrik ved det kgl. svenske livregiment og var med i flere bataljer, hvoriblandt det store tre dages slag ved Warschau i juli 1656. Med Karl Gustavs tropper kom han derpå gennem Holsten og Jylland til Fyn, hvor han blev fanget i slaget ved Nyborg 14. november 1659. Efter fredens slutning 1660 gik han i dansk tjeneste, hvor han vandt Ulrik Frederik Gyldenløves yndest, og ansattes først som løjtnant og siden som regimentskvartermester ved dennes infanteriregiment og, da dette reduceredes, nogen tid ved feltmarskal Paul Würtz' kavaleriregiment, men da Gyldenløves dragonregiment i Norge oprettedes, blev han i april 1667 kaptajn ved samme, hvorved han 1671 avancerede til major og 1675 til oberstløjtnant. Han deltog med dygtighed i krigen mod Sverige (1675-79) og var med ved belejringen af Båhus og aktionen ved Oddevald. 1677 blev han oberst ved det Akershusiske nationale Infanteriregiment og forflyttedes 1681 i samme egenskab til det Vesterlenske Regiment, hvor han 1693 blev brigader og 1699 generalmajor. Han døde 5. juni 1709 på Borgestad gård i daværende Gjerpen Sogn.

## Ægteskaber
Han var fire gange gift: 1. gang 1668 på Akershus med Anna Mogensdatter Stadsgaard; 2. gang 1677 med Sophia Amalia Gedde (død 1678), datter af berghauptmand Brostrup Gedde; 3. gang 1682 i København med Gertrud Iserberg (1654-1687), datter af Herman Iserberg og Elsebeth Klingenberg, en søster af etatsråd og generalpostdirektør Poul Klingenberg; 4. gang 1692 med Anna Clausdatter (1659-1713), enke efter Stig Andersen Tonsberg og datter af assessor i Overhofretten og lagmand i Skien Claus Andersen.